# المحكمة العليا (قبرص)
المحكمة العليا القبرصية (باليونانية: Ανώτατο Δικαστήριο Κύπρου)‏ هي أعلى محكمة في جمهورية قبرص. تأسست عام 1964 من اندماج المحكمة الدستورية العليا والمحكمة العليا. 
المحكمة العليا مسؤولة عن فحص ما إذا كانت قوانين الجمهورية يمكن تبريرها من خلال الحالة وما إذا كانت تنتهك حقوق الإنسان أم لا، وعن التصرف كمحكمة استئناف. وهي تعمل أيضًا كمحكمة أميرالية وإدارية ويمكنها أيضًا الفصل في القضايا الانتخابية. ومقرها نيقوسيا وتتألف من 13 قاضيا، يعمل أحدهم كرئيس للمحكمة.
يتم تعيين قضاة المحكمة العليا من قبل رئيس الجمهورية بناءً على توصية المحكمة العليا ويتقاعدون في سن 68. 
بسبب الأزمة الدستورية عام 1963 والغزو التركي عام 1974، خرج النظام القضائي عن النظام المنصوص عليه في الدستور.  استوعبت المحكمة العليا مسؤوليات المحكمة الدستورية العليا والمحكمة العليا، وبالتالي فهي بمثابة السلطة النهائية في المسائل المدنية والجنائية والإدارية والدستورية. وهذا يسمح للمحكمة بالحكم على كل من دستورية القوانين، مع الشكاوى الدستورية الفردية والاستئنافات من المحاكم الأدنى.
أصبحت قبرص جمهورية مستقلة ذات سيادة بنظام رئاسي في 16 أغسطس 1960. قبل عام 1960، كانت قبرص تعتبر مستعمرة تابعة للتاج في المملكة المتحدة وكان يحكمها القانون العام الإنجليزي. بصفتها جمهورية مستقلة، صاغت قبرص دستورًا جديدًا وأُمرت المحكمة العليا بتبني السوابق القضائية الإنجليزية. ومع ذلك، رفضت المحكمة العليا هذا الطلب، وفي عام 1962، تبنت الموقف القائل بأن السوابق القضائية الإنجليزية ليس لها سلطة ملزمة. وبدلاً من ذلك، قضت المحكمة بأنها ستتبع السوابق القضائية الإنجليزية لأنها "مناسبة لقبرص". 

## روابط خارجية
- الموقع الرسمي